# بيتي فرنسيس
بيتي فرنسيس (بالإنجليزية: Betty Francis)‏ هي لاعب كرة قاعدة أمريكية، ولدت في 7 يوليو 1931 في ماكوكيتا في الولايات المتحدة، وتوفيت في 30 يناير 2016 في ميريونتي في الولايات المتحدة.